# Schildhof Baumkirch

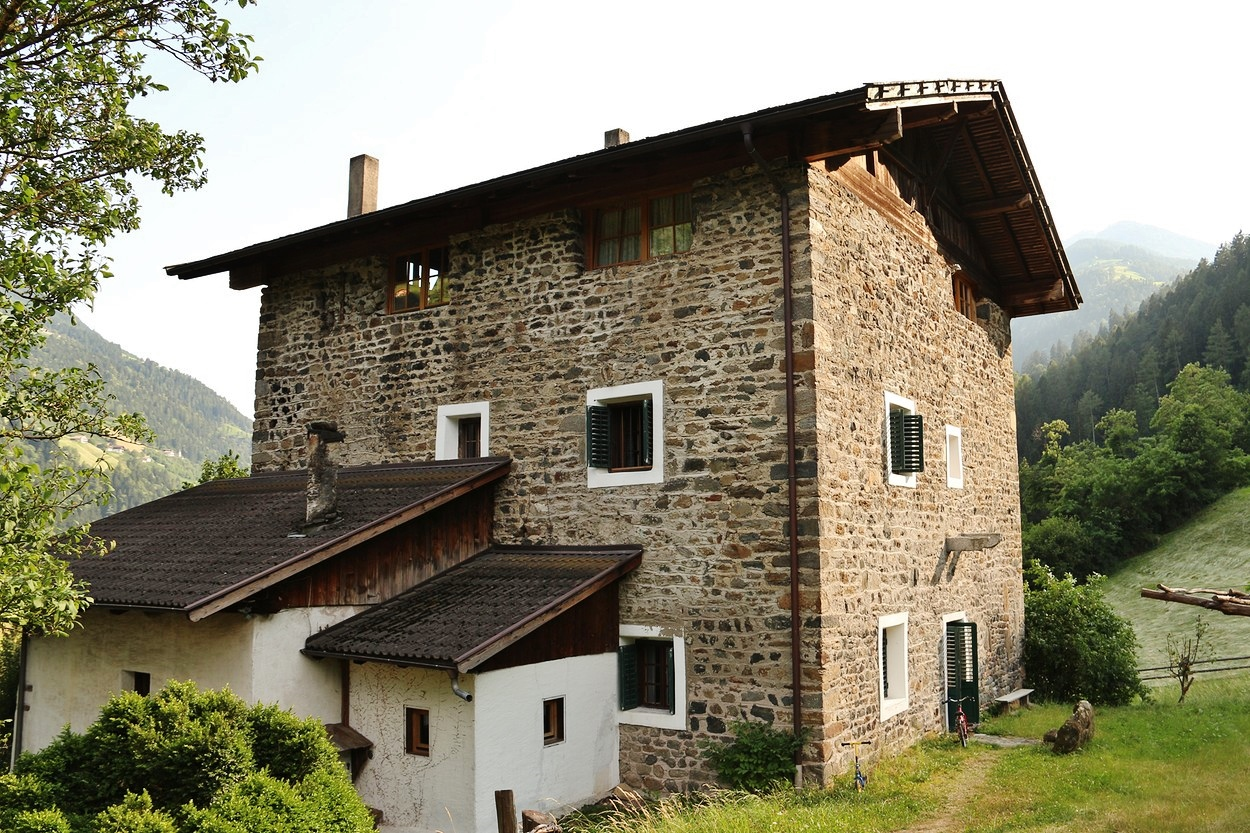
Schildhof Baumkirch

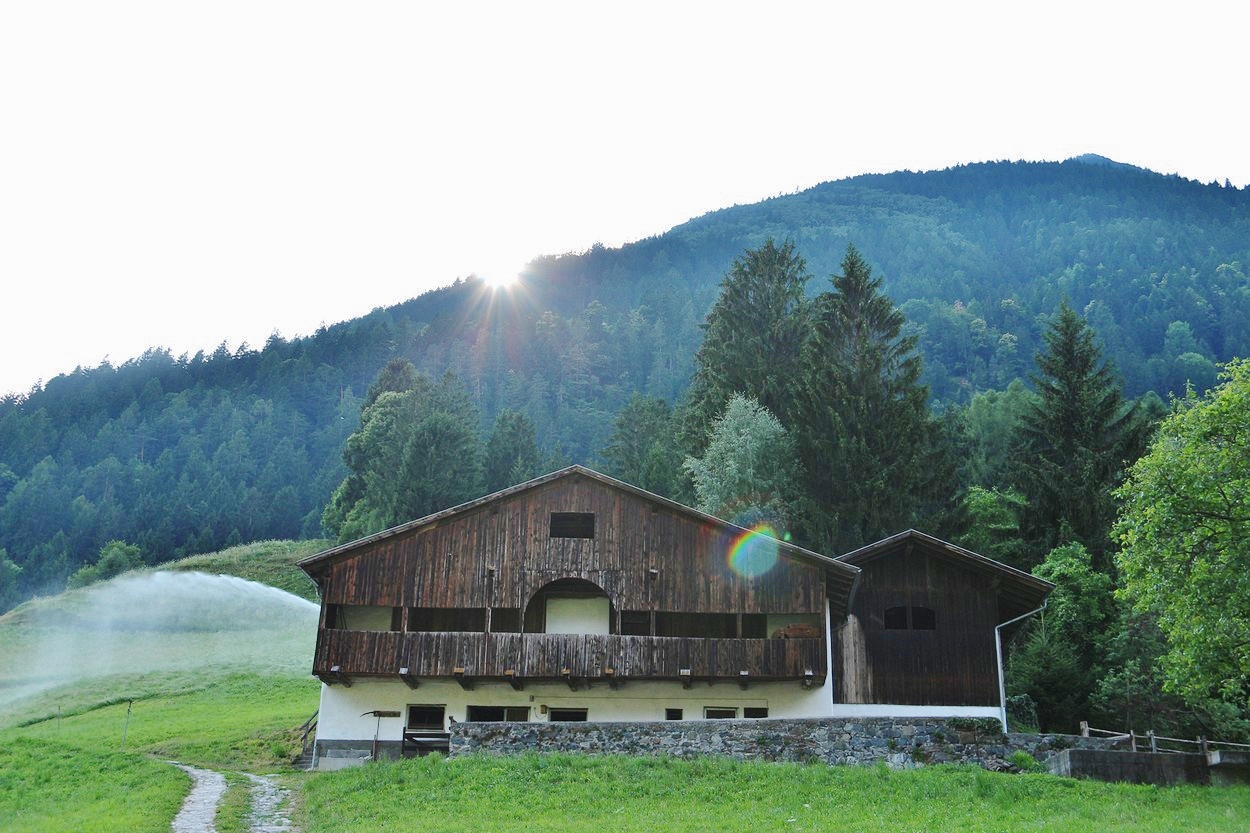
Stallgebäude

Der Schildhof Baumkirch ist ein geschütztes Baudenkmal in St. Martin in Passeier in Südtirol. 

## Geschichte
Der ursprüngliche Name des 1288 erstmals erwähnten Schildhofes lautete Unter-Gereit, nach der Familie von Steinhaus zu Gereit. Ein anderer Zweig besaß den ebenfalls in St. Martin in Passeier liegenden Schildhof Steinhaus. Dietrich von Steinhaus und Gereit Tochter Katharina heiratete Sigmund von Baumkirchen, wodurch der Schildhof schließlich den Namen Baumkirch erhielt. Das heutige Anwesen stammt im Kern aus dem 14. Jahrhundert. 1439 war der Eigentümer Christoph Baumkircher. Die Edlen von Baumkirch zu Passeier sind 1505 in Mannesstamm erloschen. An der Außenseite befindet sich ein Fresko des Hl. Christophorus aus dem 15. Jahrhundert. Am 23. April 1982 wurde das Gebäude vom staatlichen Landesdenkmalamt unter Schutz gestellt.